# Got Your Six
Got Your Six — шестой студийный альбом американской хеви-метал-группы Five Finger Death Punch, вышедший 4 сентября 2015 года на лейбле Prospect Park. Продюсированием альбома занимался Кевин Чурко, который работал с группой со времён альбома War Is the Answer, запись происходила в его студии The Hideout Recording Studio.
Альбом был неоднозначно принят критиками. Многие из них отмечали высокий уровень гитаристов Золтана Батори и Джексона Хука, но низко оценивали текстовую составляющую песен. Тем не менее альбом стал коммерчески успешным, дебютировав на второй строчке Billboard 200, таким образом, став третьей записью группы, дебютировавшей на этой позиции. За первую неделю было продано 119 000 копий Got Your Six, и альбом стал самым продаваемым в истории группы. 8 августа 2016 года альбом был сертифицирован как золотой по версии RIAA, через год такой же статус альбому присвоила Music Canada.

## Создание

### Запись
В январе 2015 года группа объявила, что приступает к созданию нового студийного альбома, выход которого был назначен на конец года.
2 мая группа раскрыла название нового альбома и опубликовала семпл с песни «Ain’t My Last Dance». 19 мая появилась обложка нового альбома и была объявлена дата выпуска: 28 августа (позже дата была перенесена на 4 сентября). Тогда же были опубликованы даты совместного тура Five Finger Death Punch и Papa Roach при участии In This Moment и From Ashes to New в поддержку альбомов Got Your Six и F.E.A.R. и было выложено видеосообщение, содержащее превью сингла «Jekyll and Hyde». Сам сингл был выпущен 15 июня на радио и был доступен для стриминга на MonsterEnergy.com. 24 июля была опубликована песня «Hell to Pay».
Ударник Five Finger Death Punch Джереми Спенсер перед выпуском альбома описал свои ощущения от записи:

Я восхищён альбомом. Он более жёсткий и динамичный. В нём есть как очень мелодичные мягкие партии, так и экстремальный треш. В общем, полное разнообразие звучания.
Оригинальный текст (англ.)I'm digging it, man. It's actually more brutal, with more extreme dynamics. There are some really mellow parts and then some really brutal parts. So we're running the whole gamut of sounds.
— 

### Название
Название альбома, как и одноимённого открывающего его трека «Got Your Six», — выражение из армейского сленга, означающее «прикрывать [тыл]». По словам Айвена Муди, фронтмена группы, название было предложено ритм-гитаристом Золтаном Батори, который в своё время получил звание инструктора американской армии.

## Приём

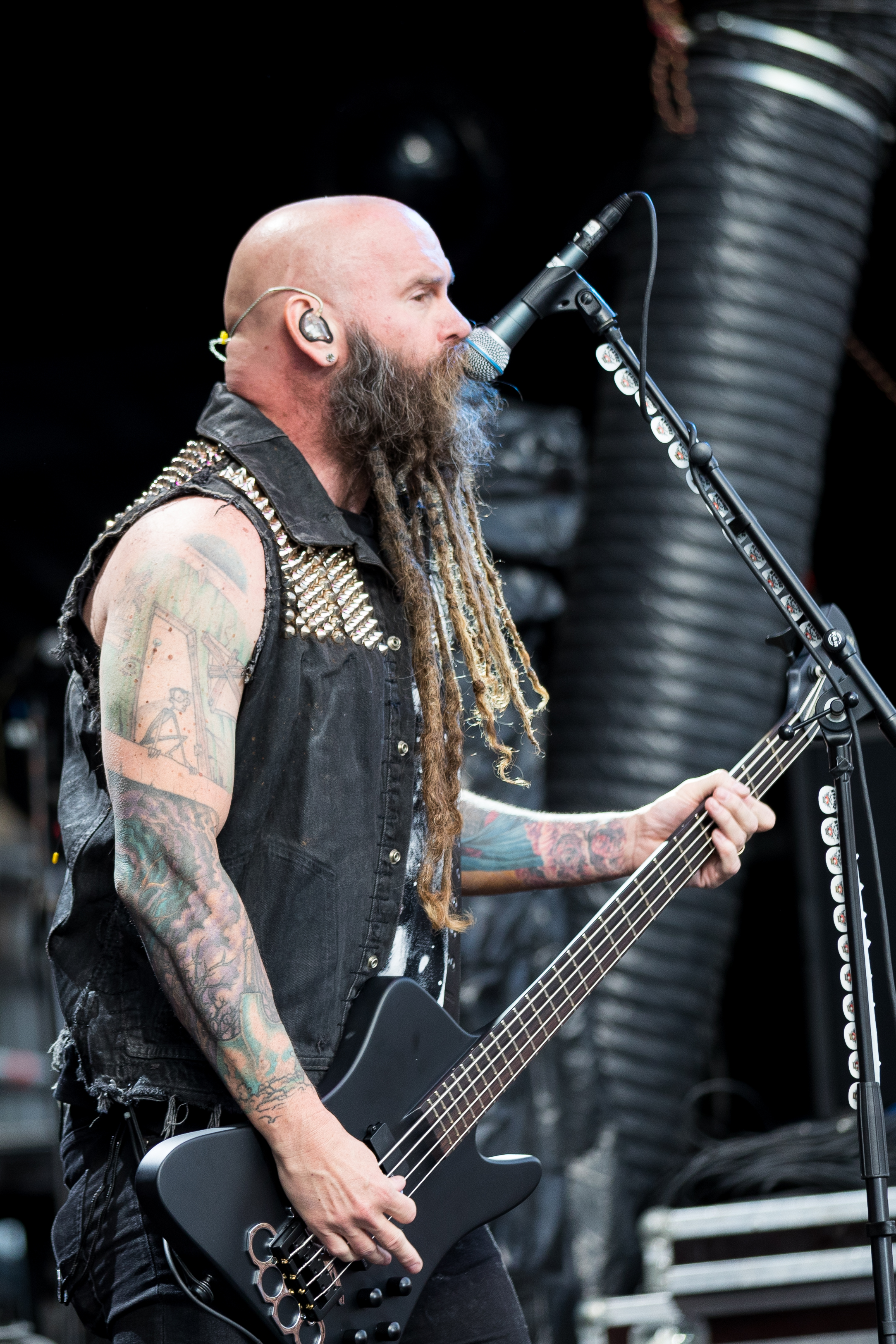
Бас-гитарист Five Finger Death Punch Крис Каил на Rock am Ring, 2017 год

### Коммерческий успех
Got Your Six дебютировал на второй строчке Billboard 200. Тем самым группа повторила успех двух предыдущих альбомов (The Wrong Side of Heaven and the Righteous Side of Hell, Volume 1 и Volume 2), но так и не достигла первой строчки этого чарта (при этом Volume 1 на момент выпуска Got Your Six до сих пор находился в чарте на 83 неделе). За первую неделю было продано 119 000 копий альбома, при этом чистые продажи составили 114 000, что позволило альбому занять первую строчку Billboard Top Album Sales и побить рекорд предыдущего альбома, чистые продажи которого составили 112 000 копий. Также альбом занял высшие строчки двух других чартов: Top Hard Rock Albums и Top Rock Albums.
Крис Каил, бас-гитарист Five Finger Death Punch, отметил, что, несмотря на то, что группа играет во времена, когда люди стали покупать заметно меньше записей, чем раньше, ей удаётся удерживать фан-базу, которая готова скачивать альбом с iTunes или покупать их диски в музыкальных магазинах.
8 августа 2016 года RIAA сертифицировала Got Your Six как золотой. К 14 сентября того же года чистые продажи альбома превысили 390 000 копий. 3 августа 2017 года Music Canada также присвоила альбому статус золотого.

### Рецензии
| Оценки критиков | Оценки критиков |
| Источник        | Оценка          |
| --------------- | --------------- |
| AllMusic        | [ 15 ]          |
| Metal Hammer    | [ 16 ]          |
| The Guardian    | [ 17 ]          |
| Ultimate Guitar | 6/10            |
| Loudwire        | (без оценки)    |

Альбом получил смешанные отзывы критиков. Чад Бовар из Loudwire писал, что Five Finger Death Punch «смогла стать одной из наиболее успешных групп, играющих тяжёлую музыку, но при этом не избалованной особой любовью критиков и фанатов» и подтвердила свой статус на Got Your Six.
Обозреватель Дом Лоусон из The Guardian оценил альбом положительно. Он писал, что вокалист Айвен Муди владеет секретным оружием: своим «душераздирающим» баритоном и рёвом. Лоусон отмечал, что альбом не отличается креативностью и вряд ли привлечёт новых фанатов, но «когда дело доходит до мелодичных метал-гимнов, американцы на высоте». Рецензент Metal Hammer Стивен Хилл поставил альбому 4 из 5 звёзд. В своём отзыве он писал, что благодаря Got Your Six группа закрепила свой статус в мире тяжёлой музыки наравне с такими группами, как Slipknot, Iron Maiden и Metallica. Также он отмечал, что хотя Five Finger Death Punch старались повторить все приёмы предыдущих альбомов, он всё равно звучит достаточно своеобразно, и выделял трек «My Nemesis». Тем не менее он обращал внимание на слабые тексты песен, в особенности на треке «Boots And Blood». Похожего мнения придерживался и Чад Бовар из Loudwire, который писал, что группа смогла сохранить агрессию предыдущего звучания и создать несколько потенциальных радиохитов, но ценой этого стала слабая текстовая составляющая.
Команда сайта Ultimate Guitar поставила альбому оценку 6 из 10. Рецензенты отмечали качественные гитарные соло и рифы на треках «Jekyll and Hyde», «Meet My Maker» и других, но очень низко оценили текстовую составляющую альбома, выделив лишь трек «Question Everything» и отметив, что песни «Digging My Own Grave», «No Sudden Movement» и «Boots and Blood» сильно пострадали из-за слабых текстов. В вердикте они написали, что Got Your Six является «релизом ниже среднего». Том Юрек из AllMusic дал альбому оценку 2 из 5, отметив, что узнаваемое звучание группы в целом не изменилось по сравнению с предыдущими альбомами, а тексты песен настолько «юношеские и неуклюжие», что они не дают слушателю насладиться альбомом. В качестве примера он привёл песню «Jekyll and Hyde», на которой качественные гитарные партии и соло не смогли вытянуть трек из-за «олдскульного рэпа Айвена Муди». Тем не менее Том писал, что ужасные тексты — не единственная проблема альбома, так как он не содержит той ярости и энергетики, что была в предыдущих записях группы.
Журнал Rock Sound поставил альбом на 44 позицию в списке «50 лучших альбомов 2015 года» (англ. «Top 50 Releases of the Year»).

## Список композиций
| №                   | Название               | Длительность |
| ------------------- | ---------------------- | ------------ |
| 1.                  | «Got Your Six»         | 2:58         |
| 2.                  | «Jekyll and Hyde»      | 3:26         |
| 3.                  | «Wash It All Away»     | 3:45         |
| 4.                  | «Ain't My Last Dance»  | 3:29         |
| 5.                  | «My Nemesis»           | 3:35         |
| 6.                  | «No Sudden Movement»   | 3:21         |
| 7.                  | «Question Everything»  | 5:05         |
| 8.                  | «Hell to Pay»          | 3:07         |
| 9.                  | «Digging My Own Grave» | 3:47         |
| 10.                 | «Meet My Maker»        | 3:00         |
| 11.                 | «Boots and Blood»      | 2:45         |
| Общая длительность: | Общая длительность:    | 38:18        |

| №                   | Название                                              | Длительность |
| ------------------- | ----------------------------------------------------- | ------------ |
| 12.                 | «You're Not My Kind»                                  | 3:21         |
| 13.                 | «This is My War»                                      | 2:55         |
| 14.                 | «I Apologize»                                         | 4:03         |
| 15.                 | «Jekyll and Hyde» (голосовое сообщение; скрытый трек) | 2:01         |
| Общая длительность: | Общая длительность:                                   | 50:38        |

## Чарты и сертификации
| Чарт (2015)                         | Высшая позиция |
| ----------------------------------- | -------------- |
| Австралия (ARIA)                    | 3              |
| Австрия (Ö3 Austria)                | 5              |
| Бельгия/Фландрия (Ultratop)         | 29             |
| Бельгия/Валлония (Ultratop)         | 38             |
| Канада (Canadian Albums Chart)      | 3              |
| Дания (Hitlisten)                   | 14             |
| Нидерланды (Album Top 100)          | 17             |
| Финляндия (Suomen virallinen lista) | 3              |
| Франция (SNEP)                      | 40             |
| Германия (Offizielle Top 100)       | 5              |
| Венгрия (MAHASZ)                    | 20             |
| Ирландия (IRMA)                     | 46             |
| Новая Зеландия (RMNZ)               | 14             |
| Норвегия (VG-lista)                 | 9              |
| Швеция (Sverigetopplistan)          | 5              |
| Швейцария (Schweizer Hitparade)     | 5              |
| Великобритания (UK Albums Chart)    | 6              |
| Billboard 200                       | 2              |
| Top Hard Rock Albums (Billboard)    | 1              |
| Top Rock Albums (Billboard)         | 1              |
| Top Album Sales (Billboard)         | 1              |

| «Jekyll and Hyde»  | 17 | 3 | 12 |
| «Wash It All Away» | 15 | 1 | 19 |
| «My Nemesis»       | 17 | 2 | 34 |
| «I Apologize»      | 23 | 4 | 20 |

| США (RIAA)                                          | золотой | 500 000* |
| Канада (Music Canada)                               | золотой | 40 000*  |
| * данные о продажах основаны только на сертификации |         |          |

## Участники записи
Данные с сайта AllMusic.

| - Айвен Муди — вокал - Золтан Батори — ритм-гитара - Джексон Хук — соло-гитара, бэк-вокал - Крис Каил — бас-гитара, бэк-вокал - Джереми Спенсер — ударные | - Кевин Чурко — продюсер, звукоинженер, микширование - Кейн Чурко — звукоинженер - Джереми Спенсер — звукоинженер - Деймон Гарднер — дополнительный звукоинженер - Хлоя Чурко — студийный менеджер | - Золтан Батори — арт-директор - Джейсон Сварр — фотография - Дэйв Уилкинс — обложка - Тревор Ниманн — дизайн упаковки |